# 井川伸久
井川 伸久（いかわ のぶひさ、1961年4月5日 - ）は、日本の経営者。大阪府東大阪市出身。日本ハム社長。北海道日本ハムファイターズオーナー。

## 経歴・人物
鉄工所を営む家庭に生まれ、大阪府立夕陽丘高等学校を卒業、関西大学に進学し政治学科に在籍、就職活動時に商社を志望するも製造業への興味を持ち伸び盛りの業種として食肉業界を志す。
1985年に関西大学法学部を卒業し、同年に日本ハムに入社。当初は惣菜部門に配属され、利用価値の低い鶏手羽肉を活用した「チキチキボーン」の開発・販促に携わり、外食事業役員も経験した他、加工事業本部長時代には「シャウエッセン」の派生商品の開発も行った。
2015年に執行役員、2018年に常務に就任し、2021年に副社長を経て2023年4月から日本ハムの社長に就任、同年3月には北海道日本ハムファイターズのオーナーに就任した。

## テレビ番組
- 日経スペシャル カンブリア宮殿 シャウエッセンを超えろ！ 巨大食肉メーカーの大改革（2023年11月23日、テレビ東京）- 日本ハム社長として出演[7]。